# 辛德新雀鯛
辛德新雀鯛（學名：Neopomacentrus sindensis），是輻鰭魚綱鱸形目雀鯛科新雀鯛屬的其中一種，分布於西印度洋波斯灣及阿拉伯海海域，深度1至10公尺，本魚體呈橢圓形且側扁，吻短且圓鈍，具頷齒，體被櫛鱗，尾鰭深叉形，上葉延伸呈絲狀，眼睛黃色，體背部褐色，腹部顏色較淡，尾鰭、尾柄及背鰭末端黃色，胸鰭基部有一黑斑，背鰭硬棘13枚、背鰭軟條11-12枚、臀鰭硬棘2枚、臀鰭軟條11-12枚，體長可達10公分，棲息在珊瑚露頭，岩石，殘礫或碼頭樁材附近的軟質底部近海岩礁，以浮游生物為食，繁殖期時成對出現，雄魚會守護卵直到孵化，生活習性不明。